# Gat de la pampa
El gat de la pampa o colocolo, (Leopardus colocolo) és un petit felí ratllat, natiu de Xile.

## Taxonomia
Estudis taxonòmics recents l'han dividit en dues espècies més: Leopardus pajeros i Leopardus braccatus, els quals suggereixen proves genètiques d'una separació del gat de la pampa fa al voltant d'1,7 milions d'anys. No obstant això, altres proves genètiques suggereixen que haurien de mantenir-se com a subespècies del gat de la pampa.

## Morfologia
El gat de la pampa és un felí petit que mesura entre 43,5 i 70 centímetres de longitud del cos, amb una cua que varia entre 22 i 32 centímetres, i un pes d'entre 3 i 7 quilograms. El color del pelatge varia del gris al marró fosc, i està cobert de ratlles fosques de color marró.
Els trets físics d'aquest felí varien al llarg de la seva àrea de distribució a Sud-amèrica. A les parts altes dels Andes, el seu pelatge és de color grisos i té ratlles vermelloses que es desfan en taques. A l'Argentina, el seu pelatge és generalment més llarg i de color groc marronós. El pèl llarg també és típic en els individus del Brasil, però és d'un color que tendeix a ser vermellós amb bandes negres als seus costats i al seu ventre, els quals són de color groc o ataronjat.
Un mascle de tres mesos del centre del Brasil que fou portat a un parc zoològic, tenia el pelatge típic vermellós, però també presentava ratlles fosques irregulars arreu del seu cos. Quan va assolir els vuit mesos d'edat, les ratlles dorsals i laterals havien desaparegut, quedant només presents les ratlles de les potes i el ventre.
Les orelles d'aquesta espècie són grans i més puntegudes que les de la majoria de petits felins neotropicals.

## Ecologia
El gat de la pampa viu principalment als boscos humits de Xile i a zones muntanyenques properes, fins als 4.800 metres d'altitud. Segons l'antiga classificació d'aquesta espècie, la qual incloïa dues espècies actualment separades, tenia una distribució molt més àmplia, que comprenia les pampes argentina i uruguaiana, el pantanal brasiler, i el Gran Chaco paraguaià, tots ells habitats de boscos oberts i praderies.
De la mateixa manera que l'àrea geogràfica de l'espècie varia àmpliament, també varien els hàbitats on se'ls pot trobar. Es pot trobar en boscos oberts o matollars, boscos ennuvolats, a les regions fredes semiàrides, pantans, planes inundades, i als vessants muntanyosos. Les úniques regions forestals en les que no se l'ha trobat són els boscos humits tropicals i temperats de les terres baixes.
El gat de la pampa és una espècie predominantment nocturna i terrestre. Malgrat això, a la natura s'han observat individus actius de dia. També cal assenyalar que un mascle del parc zoològic brasiler de Goiânia es va presentar com un hàbil escalador, que passava la major part dels seus períodes de descans a les parts altes dels arbres del seu recinte.
Sobre l'estructura social i els mètodes de comunicació d'aquesta espècie hi ha molt poca informació. S'ha observat que individus en captivitat aixequen la cresta de pèl llarg al llarg de l'esquena des del cap a la cua, quan estant excitats.
El gat de la pampa caça principalment petits mamífers, com ara conillets d'índies, així com aus que habiten a terra, viscatxes, altres rosegadors i tinamús. S'ha observat que prenen els ous i els pollets de pingüins dels nius. El gat de la pampa és conegut per capturar aviram a les zones on cohabiten amb població humana.
L'aparellament d'aquest animal és desconegut. En captivitat a l'hemisferi nord, la temporada de cria del gat de la pampa va de l'abril al juliol, i el període de gestació dura entre 80 i 85 dies, després dels quals les mares donen a llum ventrades relativament petites, formates per una o dues cries, i ocasionalment per tres. Les cries neixen amb un pes al voltant dels 130 grams. Es desconeix quan es produeix la temporada de cria a la natura.
Com en tots els mamífers, les femelles proporcionen llet als joves. Manca informació de la cria d'aquesta espècie, però és probable que, com altres fèlids, les cries neixin altricials, i ho facin dins d'un cau, on són criades per la mare fins que poden acompanyar-la a cercar aliment.
No s'ha informat de l'esperança de vida d'aquesta espècie. No obstant això, altres espècies de felins de mida semblant, viuen generalment entre 10 i 15 anys.

## Estat de conservació
El gat de la pampa està inclòs al l'Apèndix II del CITES. La destrucció de l'hàbitat arreu de la seva àrea de distribució és la seva major amenaça. Les regions de les pampes de l'Argentina i Uruguai han estat densament poblades i pasturades, el qual se sospita que ha tingut un impacte negatiu sobre les poblacions de gat a la Pampa. La reducció del nombre de preses del gat de la pampa representa també un problema.
El comerç de pells de gat de la pampa va acabar el 1987. Aquesta espècie està catalogada com a amenaçada per Instituto Brasileiro do Meio Ambiente e Recursos Naturais Renov•veis. El gat de la pampa és considerada una espècie rara segons la classificació de Rabinowitz, donat que està àmpliament distribuït i té densitats de població baixes.